# Lachlan Epis
Lachlan Epis (Blacktown, 22 december 1999) is een Australisch motorcoureur.

## Carrière
Epis kwam in 2014 uit in de tweede seizoenshelft van de European Junior Cup. Enkel in zijn eerste race op het Misano World Circuit Marco Simoncelli kwam hij tot scoren met een dertiende plaats in de race. Met 3 punten eindigde hij op plaats 31 in het kampioenschap. In 2015 stapte hij over naar het European Superstock 600 Championship, waarin hij op een Kawasaki reed. Hij scoorde geen punten en een 23e plaats op het Circuito Permanente de Jerez was zijn beste resultaat.
In 2016 debuteerde Epis in het wereldkampioenschap Supersport op een Kawasaki. Hij behaalde een punt met een vijftiende plaats in de seizoensfinale op Losail en eindigde zo op plaats 37 in het klassement. Dat jaar debuteerde hij ook in het Australisch kampioenschap Supersport op een Kawasaki tijdens het weekend op de Morgan Park Raceway. Hij eindigde de races als vijfde en derde. In 2017 behaalde Epis met een tiende plaats in de seizoensopener op Phillip Island zijn beste resultaat in het WK Supersport. Met 10 punten eindigde hij op plaats 29 in het kampioenschap. Daarnaast debuteerde hij in het Australisch kampioenschap superbike op een BMW in het weekend op het Circuit Eastern Creek. In de eerste race finishte hij niet, maar in de tweede race scoorde hij vijf punten met een zestiende plaats.
In 2018 reed Epis in verschillende kampioenschappen. Hij begon dat jaar in het WK Supersport, maar na drie uitvalbeurten en een 24e plaats in de eerste vier races werd hij vervangen door Ezequiel Iturrioz. Later nam hij wel deel aan de race op Donington Park in het Supersport 300 World Championship als eenmalige vervanger van Robert Schotman en eindigde op plaats 28. Verder reed hij in het Australisch kampioenschap Supersport in de raceweekenden op de Wakefield Park Raceway en de Morgan Park Raceway, waarbij een vierde plaats in het laatste weekend zijn beste resultaat was. In het Australisch kampioenschap superbike nam hij deel aan het laatste weekend op het Phillip Island Grand Prix Circuit en scoorde hij vijf punten met een zestiende plaats in de eerste race.
In 2019 reed Epis in het Australisch kampioenschap superbike op een Kawasaki. Een negende plaats op Phillip Island was hier zijn beste resultaat. Met 102 punten werd hij veertiende in het eindklassement. In 2020 keerde hij terug in het WK Supersport, waarin hij op een Yamaha tijdens vier raceweekenden deelnam als vervanger van Jaimie van Sikkelerus. Hij scoorde geen punten en een zestiende plaats op Jerez was zijn beste resultaat. Ook debuteerde hij dat jaar in het Brits kampioenschap superbike tijdens het laatste raceweekend op Brands Hatch op een BMW als vervanger van Bjorn Estment, maar ook hier wist hij geen punten te scoren met een 22e positie als beste klassering.
In 2021 kon Epis niet racen in Australië vanwege de maatregelen rondom de coronapandemie. Dat jaar maakte hij zijn debuut in het wereldkampioenschap superbike op een Kawasaki als vervanger van Jayson Uribe tijdens drie raceweekenden. Een zestiende plaats in Barcelona was zijn beste resultaat.